# Yuichi Sonoda
Yuichi Sonoda (苑田勇一?; Osaka, 30 marzo 1952) è un goista giapponese.

## Biografia
Studiò con il sensei Masaharu Ogawa e divenne professionista nel 1968 presso la Kansai Ki-in. Grazie agli ottimi risultati nei tornei e nell'Oteai già dieci anni dopo, a 26 anni, ha raggiunto il grado massimo di 9º dan.
Nel corso della sua carriera ha raggiunto per quattro volte la finale in tornei di alto livello, venendo tuttavia sconfitto tutto le volte.
Si dedica molto anche all'insegnamento, tra i suoi allievi figurano Toshiya Imamura, Masao Furuya, Manabu Hoshikawa e Takuya Onoda.
Il suo stile è fortemente influenzato da quello di Masaki Takemiya, orientato alla creazione di grandi influenze nel centro del goban e non alla conquista di territorio negli angoli.

## Titoli
| Nazionali                | Nazionali            | Nazionali                  |
| Tornei                   | Vittorie             | Finalista                  |
| ------------------------ | -------------------- | -------------------------- |
| Kansai Ki-in Primo Posto | 3 (1983, 1984, 1995) | 4 (1985, 1988, 1994, 1997) |
| Tengen                   |                      | 3 (1977, 1986, 1988)       |
| Gosei                    |                      | 1 (1998)                   |
| Coppa Teikei Legend      | 1 (2022)             |                            |
| Totale in carriera       |                      |                            |
| Totale                   | 4                    | 8                          |

| Controllo di autorità | VIAF (EN) 260585067 · ISNI (EN) 0000 0003 8114 3312 · NDL (EN, JA) 00806303 |